# Burningn'n Tree
Albums de Squarepusher
Feed Me Weird Things
(1996) Hard Normal Daddy
(1997)
Burningn'n Tree est une compilation de deux albums EP du musicien et compositeur britannique de musique électronique Squarepusher, Conumber E:P et Alroy Road Tracks , tous deux ayant été précédemment commercialisés en 1995 sur le label indépendant Spymania (en), le second sous le pseudonyme The Duke Of Harringay.
L'album, sorti en 1997, contient en outre 3 morceaux inédits non nommés, seulement numérotés.

## Contexte
Burningn'n Tree sort quelques mois après Hard Normal Daddy, qui est le premier album de Squarepusher publié sur le label Warp Records. À la suite du succès de ce dernier, Warp décide d'acquérir les droits des musiques publiées chez Spymania, parmi lesquelles figurent les EP Conumber E:P et Alroy Road Tracks, et d'en rééditer la plupart sous forme de compilation.

## Analyse de l'album
Les morceaux les plus plaisants sont à trouver du côté des rééditions des morceaux de Spymania plutôt que sur les inédits. L'album débute par l'énergisant Central Line. Sur Sarcacid, Part 1, Jenkinson met en exergue ses talents à la basse et sa culture du jazz, plutôt que ses compétences à la programmation qui seront prédominantes sur ses albums suivants. Eviscerate, présent sur Conumber E:P, propose un jazz au son organique, des boucles de type drone, et un jeu de basse fluide. L'avant dernier morceau, Toast for Hardy, possède un style plus proche du dub. Globalement, l'album compte beaucoup de réussites malgré certains morceaux qui traînent en longueur.

## Liste des titres
Seuls deux titres courts de Conumber E:P ne figurent pas dans la compilation : 213 (Maritime.epsosis) et Spymania Theme.
Toutes les chansons sont écrites et composées par Thomas Jenkinson.
| 1.    | Central Line         | A1 / Alroy Road Tracks | 3:57  |
| 2.    | [sans titre]         | A2 / Titre inédit      | 4:09  |
| 3.    | Nux Vomica           | A3 / Alroy Road Tracks | 7:58  |
| 4.    | Eviscerate           | B1 / Conumber E:P      | 4:34  |
| 5.    | [sans titre]         | B2 / Titre inédit      | 3:20  |
| 6.    | Male Pill 5          | B3 / Conumber E:P      | 8:03  |
| 7.    | Sarcacid, Part 1     | C1 / Alroy Road Tracks | 5:57  |
| 8.    | Conumber             | C2 / Conumber E:P      | 11:02 |
| 9.    | [sans titre]         | C3 / Titre inédit      | 1:28  |
| 10.   | Eviscerate (version) | D1 / Conumber E:P      | 7:13  |
| 11.   | Toast for Hardy      | D2 / Alroy Road Tracks | 9:24  |
| 12.   | Sarcacid, Part 2     | D3 / Alroy Road Tracks | 5:06  |
| 72:10 |                      |                        |       |

## Conumber E:P
Albums de Squarepusher
Crot EP
(1994) Alroy Road Tracks
(1995)
Conumber E:P est la première réalisation de Tom Jenkinson sous le pseudonyme Squarepusher. Cet EP, pressé au format vinyle 12" et paru en 1995, est également la première production du label indépendant Spymania (en).
Les morceaux Conumber, Eviscerate et Male Pill 5 sont réédités, deux ans plus tard, sur la compilation Burningn'n Tree.

### Liste des titres
Toutes les chansons sont écrites et composées par Squarepusher.
|       | 'Face A'               |       |
| A1.   | Conumber               | 11:02 |
| A2.   | Eviscerate             | 4:33  |
|       | 'Face B'               |       |
| B1.   | Male Pill 5            | 8:04  |
| B2.   | 213 (Maritime.epsosis) | 0:04  |
| B3.   | Eviscerate (Version)   | 7:13  |
| B4.   | Spymania Theme         | 0:05  |
| 31:01 |                        |       |

## Alroy Road Tracks
Albums de Duke of Harringay
Conumber E:P
(1995) Feed Me Weird Things
(1996)
Alroy Road Tracks est un EP crédité à "Duke of Harringay", un alias de Squarepusher (de son vrai nom Thomas Jenkinson). Il est uniquement publié au format vinyle 12" en 1995 en tant que deuxième production du label indépendant Spymania (en).
Toutes les pistes sont ensuite rééditées sur la compilation Burningn'n Tree.

### Liste des titres
Toutes les chansons sont écrites et composées par Squarepusher.
|       | 'Face A'         |      |
| A1.   | Central Line     | 3:30 |
| A2.   | Sarcacid, Part 1 | 5:56 |
| A3.   | Sarcacid, Part 2 | 5:05 |
|       | 'Face B'         |      |
| B1.   | Nux Vomica       | 7:57 |
| B2.   | Toast for Hardy  | 9:23 |
| 31:51 |                  |      |